# Noordam (Schiff, 1902)
Die Noordam (I) war ein 1902 in Dienst gestelltes Passagierschiff der niederländischen Reederei Holland-America Line, das als Transatlantikliner auf dem Nordatlantik eingesetzt wurde und Passagiere, Fracht und Post von Rotterdam nach New York beförderte. Zwischen 1923 und 1926 war das Schiff unter dem Namen Kungsholm (I) für die Svenska Amerika Linien im Betrieb, bis sie ab 1926 wieder Noordam hieß und 1928 in Hendrik-Ido-Ambacht (Niederlande) verschrottet wurde.

## Das Schiff
Das 12.531 BRT große, aus Stahl gebaute Dampfschiff Noordam wurde auf der Werft Harland & Wolff im nordirischen Belfast für die Holland-America Line gebaut und lief am 28. September 1901 vom Stapel. Sie war das erste Schiff der Reederei mit diesem Namen. Die Noordam  war ein 167,63 Meter langes und 18,98 Meter breites Passagierschiff mit einem Schornstein, zwei Masten und zwei Propellern. Sie war das Schwesterschiff der ebenfalls bei Harland & Wolff gebauten Rijndam (I) (12.527 BRT), die im Oktober 1901 in Dienst gestellt wurde.

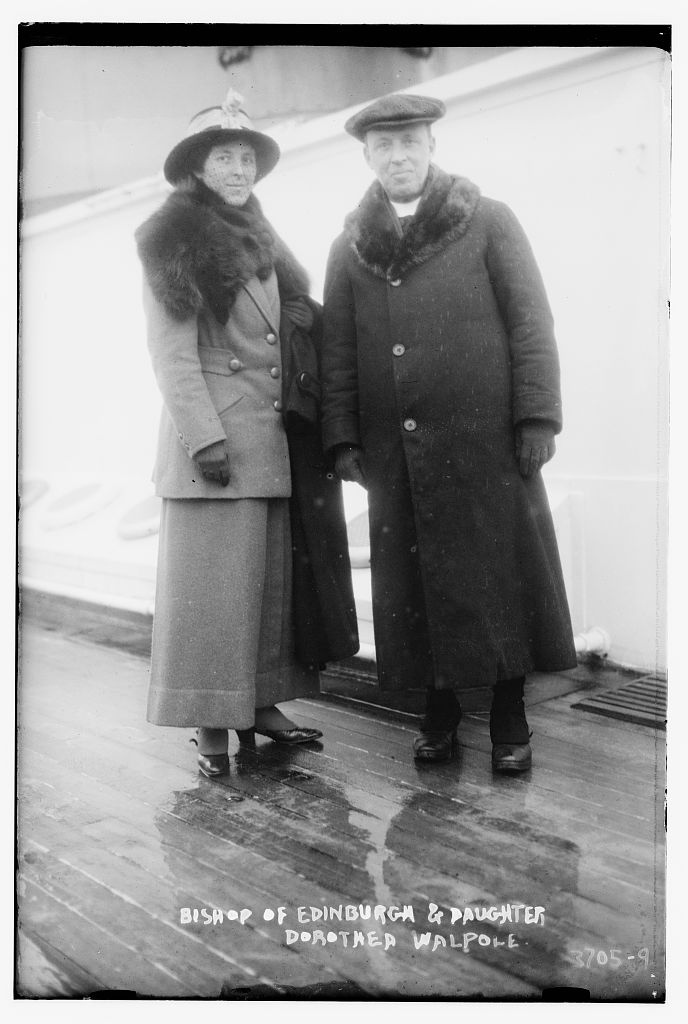
Der britische Geistliche, Lehrer und Autor Somerset Walpole mit seiner Tochter, Dr. Dorothea Walpole, an Bord der Noordam (Dezember 1915).

Die Noordam wurde ebenso wie die Rijndam von zwei sechszylindrigen Dreifachexpansions-Dampfmaschinen von Harland & Wolff angetrieben, die 8000 PSi („indicated horsepower“) leisteten und eine Geschwindigkeit von 15 Knoten ermöglichten. Es konnten 286 Passagiere in der Ersten, 292 in der Zweiten und 1800 in der Dritten Klasse untergebracht werden. Das Schiff hatte insgesamt vier stählerne Decks, einen Doppelboden, zehn wasserdichte Schotts und einen Funkapparat für drahtlose Telegrafie.

## Einsatzgeschichte
Am 29. März 1902 absolvierte die Noordam ihre Testfahrt, und am 1. Mai 1902 lief sie zu ihrer Jungfernfahrt von Rotterdam nach New York aus. Auf dieser Route blieb sie fast während ihrer gesamten Dienstzeit. Am 14. April 1912 um 11:40 Uhr mittags sandte die Noordam eine Warnung, dass sie auf der Position 42N., 49 to 51W. auf Eis gestoßen war. Die Nachricht wurde von der Caronia der Cunard Line an die Titanic weitergeleitet, die noch am selben Tag mit einem Eisberg kollidierte. Die Noordam und ihre Eiswarnung werden in Minute 73 von James Camerons Film Titanic (1997) erwähnt.
Im Gegensatz zur Rijndam, die vorübergehend als Truppentransporter verwendet wurde, blieb die Noordam während des Ersten Weltkriegs im zivilen Passagierverkehr. Am 17. Oktober 1914 lief sie in der Nordsee auf eine Seemine (siehe Seekrieg), konnte aber instand gesetzt werden und ihren regulären Passagierdienst am 26. März 1915 wieder aufnehmen. Am 3. August 1917 wurde sie jedoch bei Terschelling wieder durch den Kontakt mit einer Mine beschädigt und dieses Mal für den Rest des Kriegs in Rotterdam aufgelegt. Erst am 9. März 1919 legte sie wieder zu einer Überfahrt von Rotterdam über Plymouth und Brest nach New York ab. Ihre vorerst letzte Fahrt für die Holland-America Line fand im Januar 1923 statt.
Anschließend wurde sie an die Schwedische Amerika-Linie verchartert, die ihr den Namen Kungsholm gab und sie zwischen März 1923 und November 1924 mit Platz für 478 Kabinenpassagiere und 1800 Zwischendeckpassagiere auf der Route von Göteborg über Halifax nach New York einsetzte. Am 6. Oktober 1926 ging sie an ihre ursprünglichen Eigner zurück, bekam ihren alten Namen und pendelte ab Dezember 1926 wieder zwischen Rotterdam und New York (von nun an jedoch nur noch mit Unterkünften Dritter Klasse). Am 16. April 1927 begann die Noordam ihre letzte Atlantiküberquerung. Im Mai 1928 wurde sie auf der Abwrackwerft N. V. Frank Rijsdijk’s Industrieele Ondernemingen in der niederländischen Stadt Hendrik-Ido-Ambacht verschrottet.